# Подводные лодки серии I «Декабрист»

Схема лодки после модернизации.

Подводные лодки серии I типа «Декабрист» — тип советских больших торпедных дизель-электрических подводных лодок, построенных в 1927—1931 годах.

## История проектирования
Серия I стала первым типом многоцелевых подводных лодок, разработанных для советского флота после Октябрьской революции. Их создание было утверждено в морской программе 1926 года. Для разработки проекта было создано КБ «Техбюро № 4 Балтийского завода», под руководством инженера-кораблестроителя Бориса Михайловича Малинина. Основными авторами проекта были К. И. Руберовский и Б. М. Малинин.
Малинин позднее вспоминал в своей автобиографии: «Приходилось одновременно решать три задачи, тесно связанные друг с другом: вести разработку и постройку лодок, тип которых у нас был до того времени неизвестен; создавать и немедленно практически использовать теорию подводных лодок, которой у нас в Союзе также не было; воспитывать в процессе проектирования кадры конструкторов-подводников». Любопытно, что Б. М. Малинин имел тогда в подчинении всего… 6 человек. Именно эти люди смогли сделать реальностью возрождение отечественной школы подводного кораблестроения после революции.
Работы над проектом большой торпедной позиционной подводной лодки были начаты в январе 1926 года, 19 сентября того же года проект был передан на рассмотрение начальнику Морских Сил Республики. Утверждение проекта состоялось 17 февраля 1927 года.
Первоначально планировалась установка артиллерийского вооружения в количестве двух орудий Б-2 калибра 102 мм. После обсуждения, во избежания заливания артиллерии, одно орудие заменили на 45-мм полуавтомат 21-К и подняли артустановки на ходовой мостик.
При проектировании «Декабристов» был создан комплекс спасательных средств для личного состава, ставший стандартным и внедрявшийся впоследствии на многих проектах подводных лодок, строившихся позднее. В этот комплекс входили аварийные буи в первом и последнем отсеках, позволявшие осуществлять телефонную связь с поверхностью, выдвижные тубусы для создания воздушной подушки при затоплении отсека, индивидуальные спасательные аппараты, специальные внешние крепления для подъёма лодки со дна, клапаны внешнего продувания балластных цистерн и клапаны подачи воздуха в отсеки с надводного корабля.

## История строительства

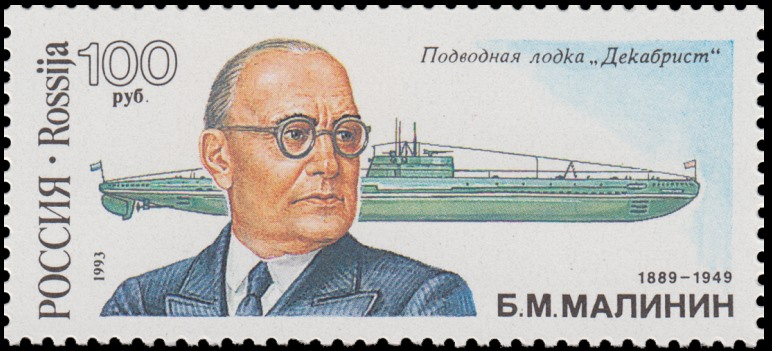
Почта России, 1993 г.

В сентябре 1926 года, ещё до официального утверждения проекта, рабочая документация была передана на завод № 189 в Ленинграде для начала строительства. 5 марта 1927 года состоялась закладка трех первых кораблей на Балтийском заводе в Ленинграде, а 14 апреля 1927 года были заложены и три лодки в Николаеве. Корпуса кораблей строились из дореволюционных запасов высококачественной стали, предназначенных для строительства линейных крейсеров типа «Измаил» и лёгких крейсеров типа «Светлана».                                                                                                                                                                                                                                
На «Декабрист» и «Народоволец» были установлены дизельные двигатели фирмы MAN, закупленные в Германии под видом тепловозных дизелей, остальные корабли оснащались советскими аналогами — дизелями Коломенского завода модели 42-Б-6. Также, за рубежом были закуплены фрикционные муфты, главные осушительные насосы, воздуходувки и другое оборудование.
В 1930 году начались испытания двух головных кораблей — «Декабрист» и «Народоволец». В ходе пробных погружений и всплытий были выявлены недопустимые крены, после чего исполнители проекта были арестованы и обвинены во вредительстве. В результате расследования было установлено, что причиной крена стали недостатки вентиляции главного балласта — цистерны сообщались между собой, что приводило к перетеканию воды между ними. Установка клапанов раздельной вентиляции цистерн левого и правого борта решила проблему кренов.
Обнаруженная в ходе испытаний перегрузка в 20 тонн, недопустимо поднявшая центр тяжести, была компенсирована снятием некоторых грузов и установкой в ограждении прочной рубки балтийских кораблей семи цилиндров плавучести. Позже, при переводе на север, эти цилиндры были за ненадобностью демонтированы, однако на вернувшейся на Балтику Д-2 их пришлось восстанавливать.

## История службы
«Декабристы» стали первыми подводными лодками подводных сил Северной военной флотилии (позднее Северного флота), успешно освоив этот регион с суровыми климатическими условиями. В ходе средних ремонтов лодки получили новые рубки, орудие Б-2 заменялось на более совершенное Б-24. К началу войны Д-1 погибла, а Д-6 находилась в капитальном ремонте, однако остальные 4 корабля приняли активное участие в Великой Отечественной войне. Одна из лодок данного класса, Д-2 «Народоволец», сохранена в качестве музейного корабля и установлена в Санкт-Петербурге.

## Представители
| Наименование, позднее | Наименование, ранее | Место постройки                              | Спуск на воду      | Окончание службы |
| --------------------- | ------------------- | -------------------------------------------- | ------------------ | --- |
| Д-1                   | «Декабрист»         | Балтийский завод им. Орджоникидзе, Ленинград | 3 ноября 1929 года | Погибла при невыясненных обстоятельствах 13 ноября 1940 г. в Мотовском заливе Баренцева моря во время учебного погружения по курсу боевой подготовки. |
| Д-2                   | «Народоволец»       | Балтийский завод им. Орджоникидзе, Ленинград | 1929 год           | Списана в 1958 году, сохранена как музейный корабль в Санкт-Петербурге |
| Д-3                   | «Красногвардеец»    | Балтийский завод им. Орджоникидзе, Ленинград | 12 июля 1929 года  | Участвовала в Великой Отечественной войне, совершила 9 боевых походов, по официальным данным потопила 6 транспортных и 1 боевой корабль, ни одна победа впоследствии не была подтверждена потерями противника. Краснознамённая и гвардейская. Погибла в июне 1942 года в районе Тана-фьорд — м. Нордкин, Норвегия. |
| Д-4                   | «Революционер»      | Завод Марти, Николаев                        | 1929 год           | Участвовала в Великой Отечественной войне, совершила 18 боевых походов, потопила 3 транспортных корабля противника. Участвовала в обороне Севастополя, доставив свыше 300 тонн грузов в осажденный город. Погибла в декабре 1943 года от глубинных бомб в Каламитском заливе.                                      |
| Д-5                   | «Спартаковец»       | Завод Марти, Николаев                        | 1929 год           | Списана в 1950-х годах |
| Д-6                   | «Якобинец»          | Завод Марти, Николаев                        | 1929 год           | Повреждена при бомбардировке доков Севастополя 12 ноября 1941, где находилась на ремонте; взорвана по приказу командования экипажем 26 июня 1942 года |

## Конструкция

### Корпус

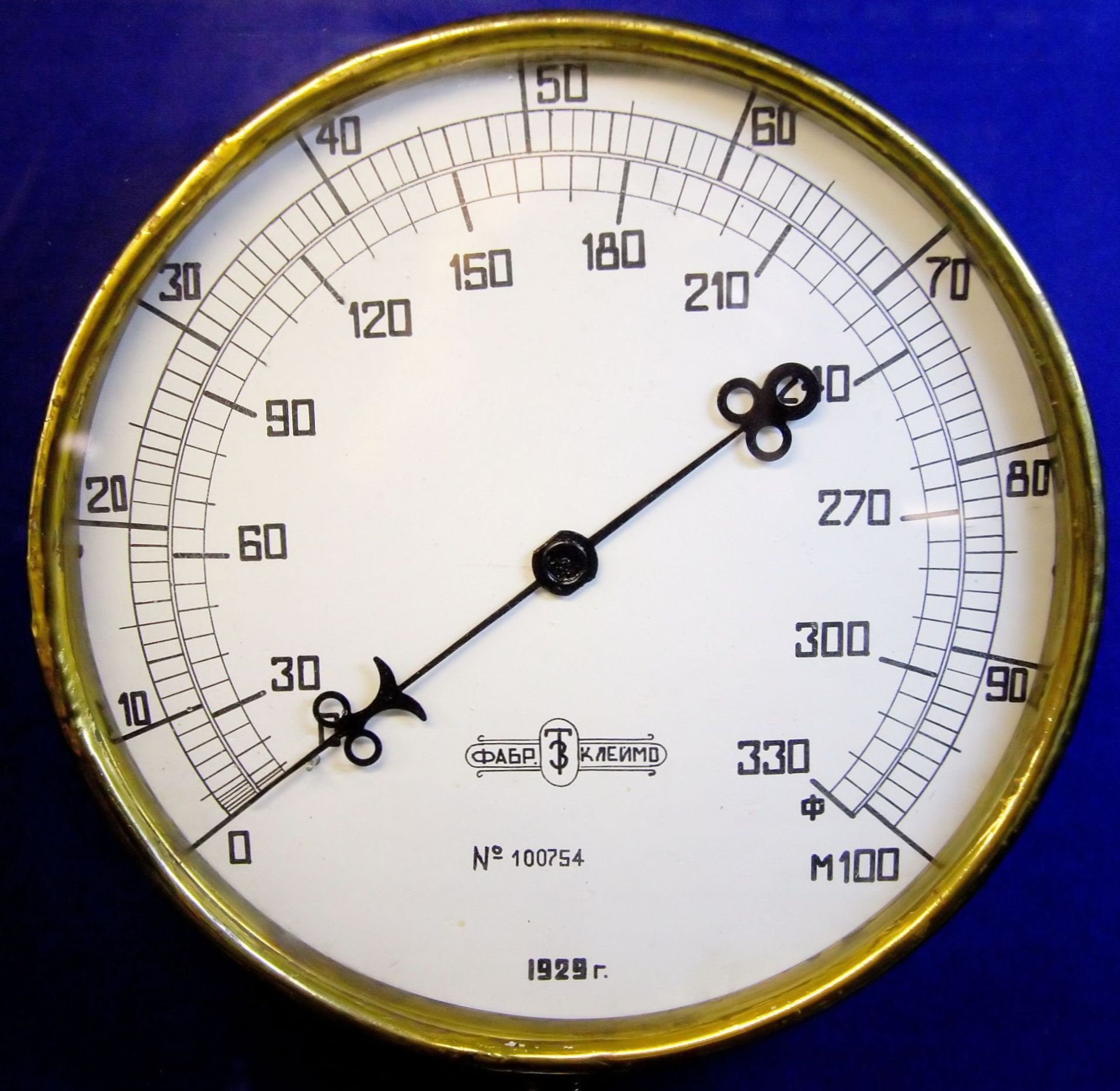
Глубиномер Д-2. Отградуирован до 100 метров или 330 футов

Лодки типа «Декабрист» имели двухкорпусную конструкцию. Прочный корпус изготовлялся веретенообразной формы, повторяя обводы лёгкого корпуса. Он был рассчитан на предельную глубину погружения в 90 метров и разделялся сферическими переборками на семь отсеков:
Первый отсек 
Носовой торпедный, жилой, самый большой отсек. В нём находились шесть носовых торпедных аппаратов, хранились шесть запасных торпед к ним, торпедопогрузочное устройство, носовой аварийный буй, в трюме — цистерна лага. В этом же отсеке находилась наибольшая часть спальных мест личного состава, обеденный стол, гальюн, провизионная цистерна.
Второй отсек 
Одна группа аккумуляторов, радиорубка, камбуз, гальюн.
Третий отсек 
Аккумуляторный с двумя группами аккумуляторных батарей, кают-компания, каюты командира и комиссара.
Четвёртый отсек

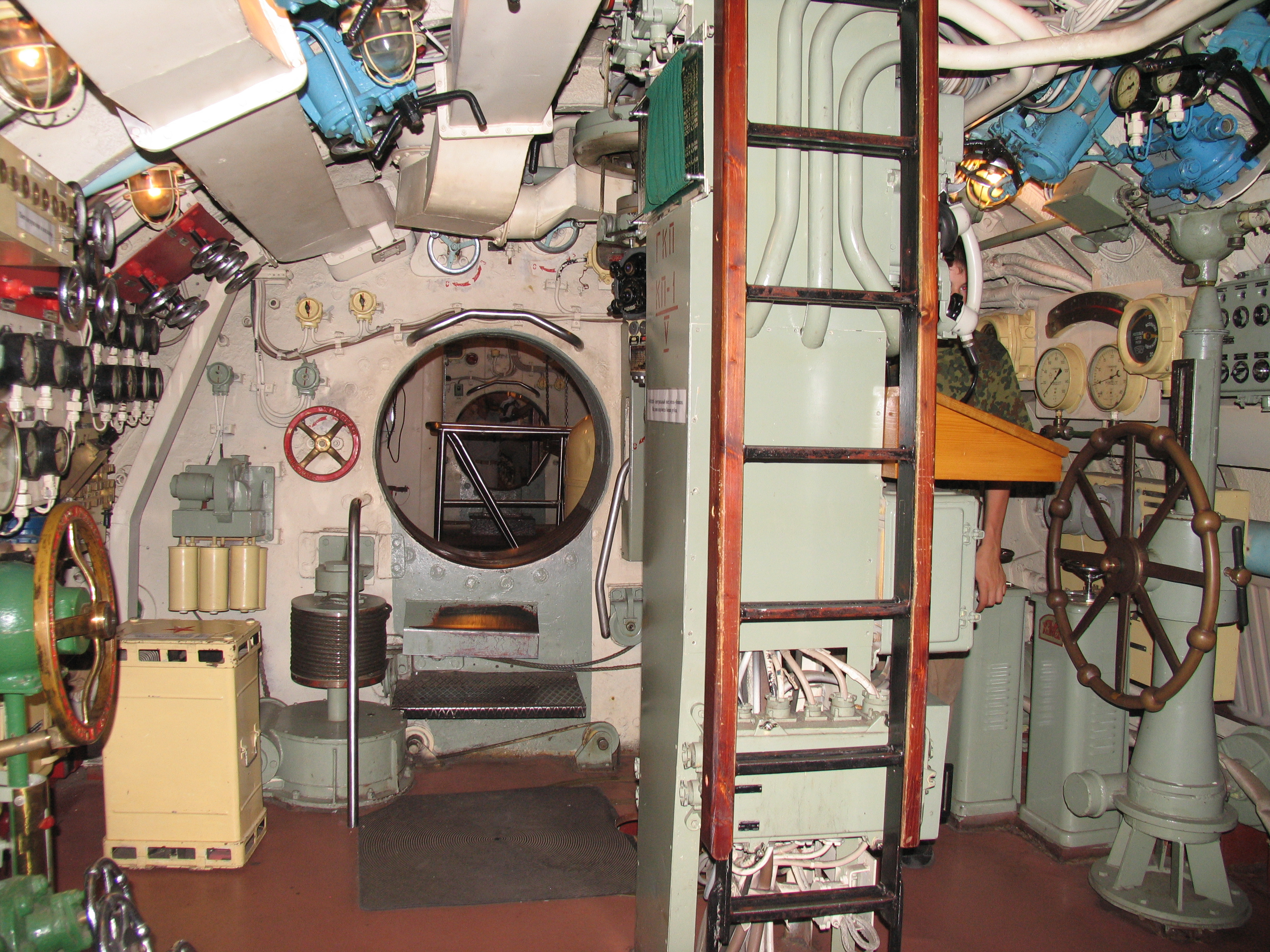
Центральный пост, вид в корму

Центральный пост, сосредоточение приборов управления кораблём, отсек-убежище, в трюме — артиллерийский погреб. Здесь же находился зенитный перископ, а над отсеком — боевая рубка с перископом атаки.
Пятый отсек
Аккумуляторный, жилой. Гирокомпас.
Шестой отсек

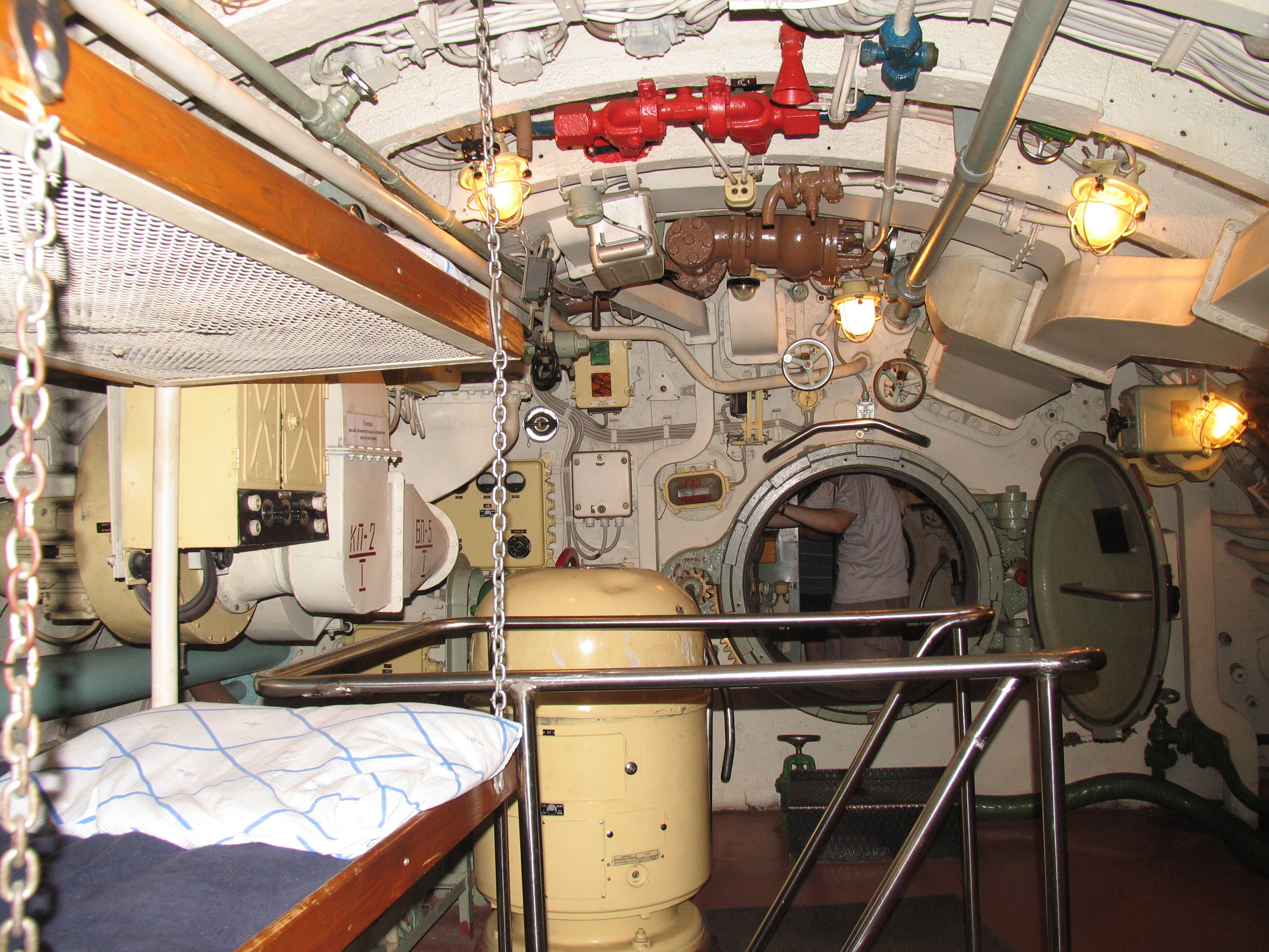
Пятый отсек Д-2

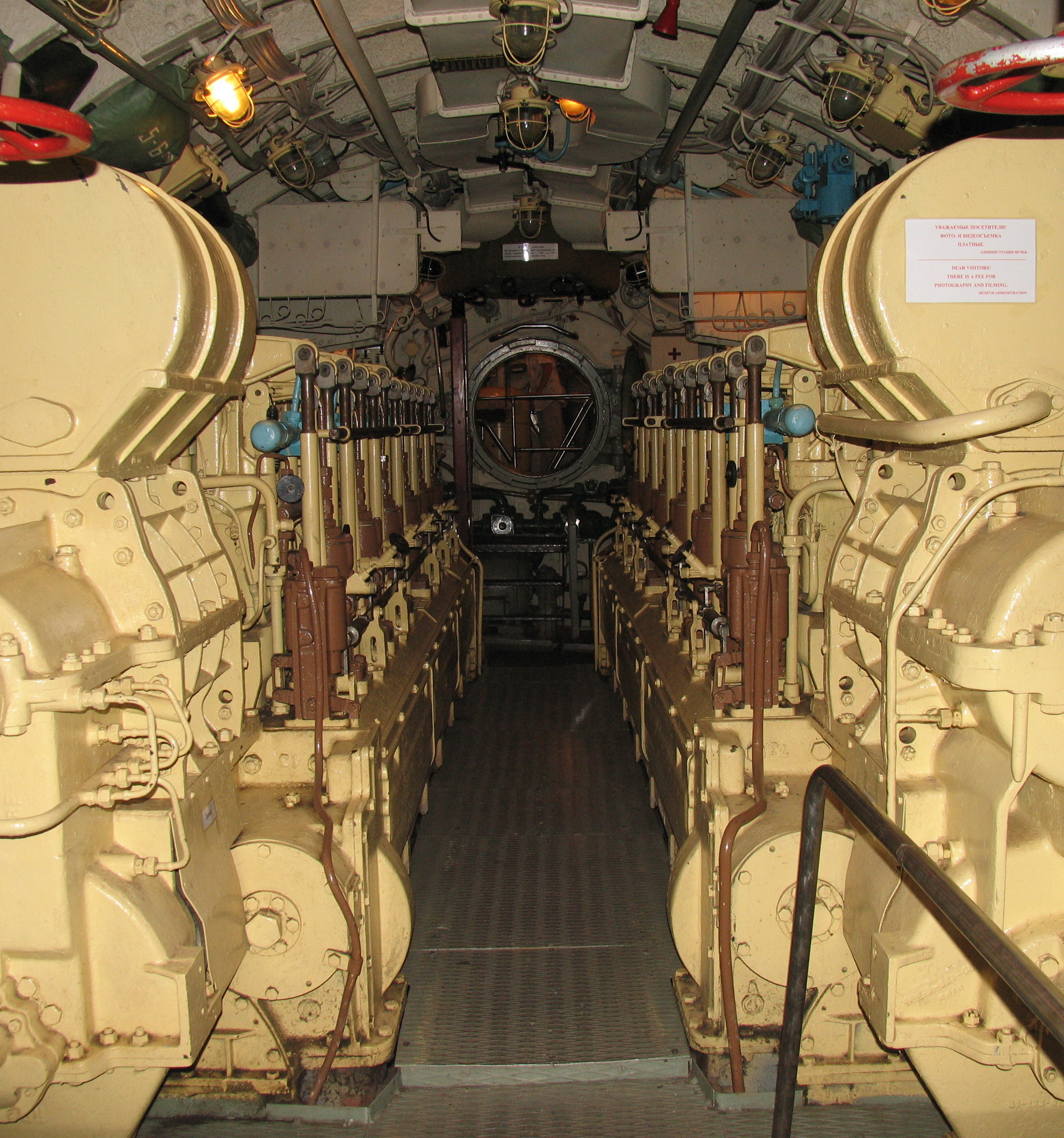
Машинное отделение, вид в нос

Машинное отделение, два дизеля, масляная система, расходный топливный бак, входной люк.
Седьмой отсек
Электромоторный, жилой, кормовой торпедный. Главная щитовая станция, кормовой аварийный буй.

### Вооружение

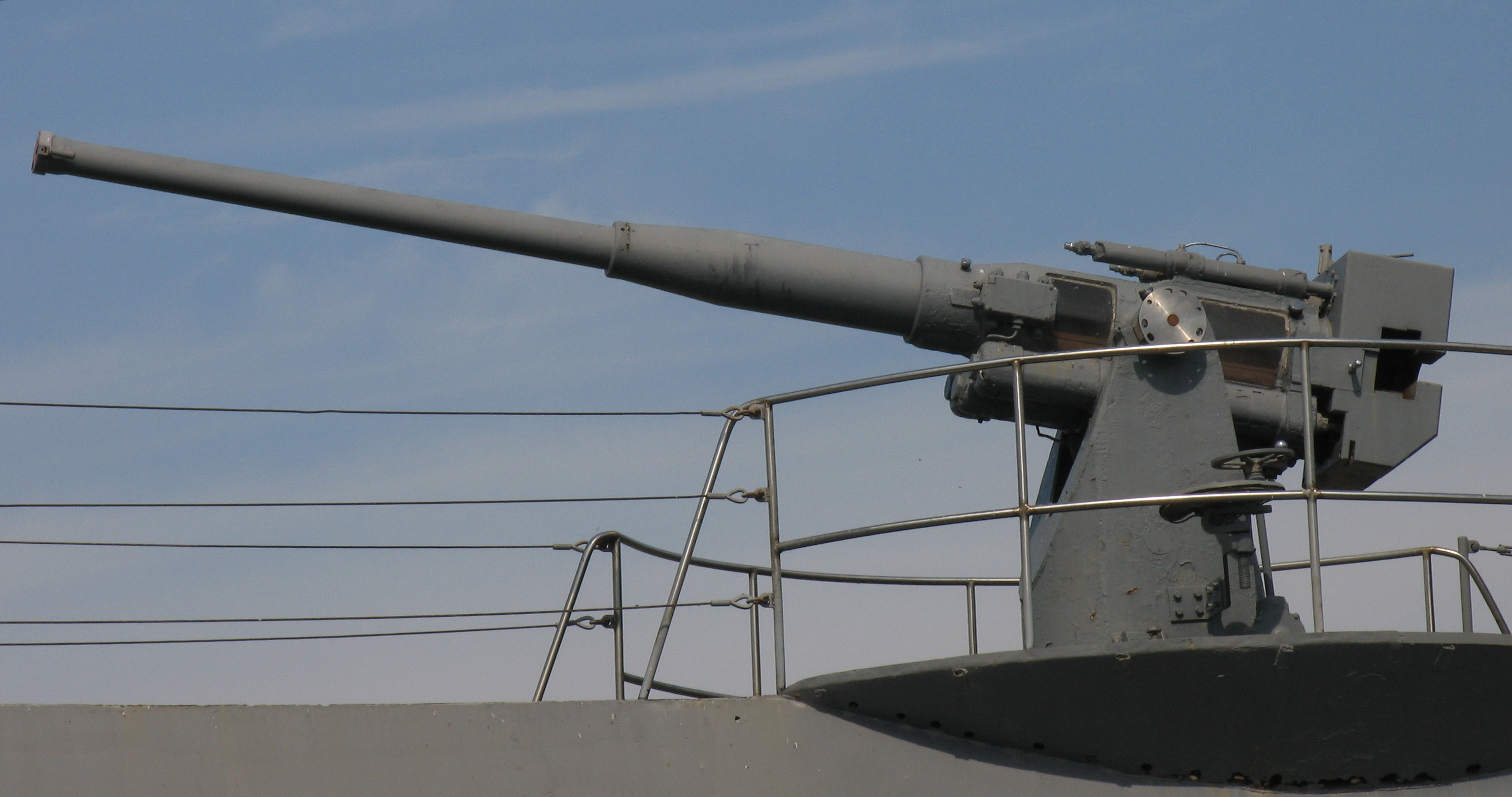
Б-24ПЛ перед рубкой

Первоначальное артиллерийское вооружение состояло из носового орудия Б-2 калибра 102 мм и кормового 45-мм полуавтомата 21-К, которые размещались на ходовом мостике, в ограждении прочной рубки. В ходе капитальных ремонтов устаревшее и считавшееся неудачным орудие Б-2 заменялось на новое, 100-мм Б-24ПЛ, способное вести зенитную стрельбу и обладавшее лучшими характеристиками. Так как орудие стесняло действия вахты на мостике, то его опустили на палубу перед ограждением рубки.

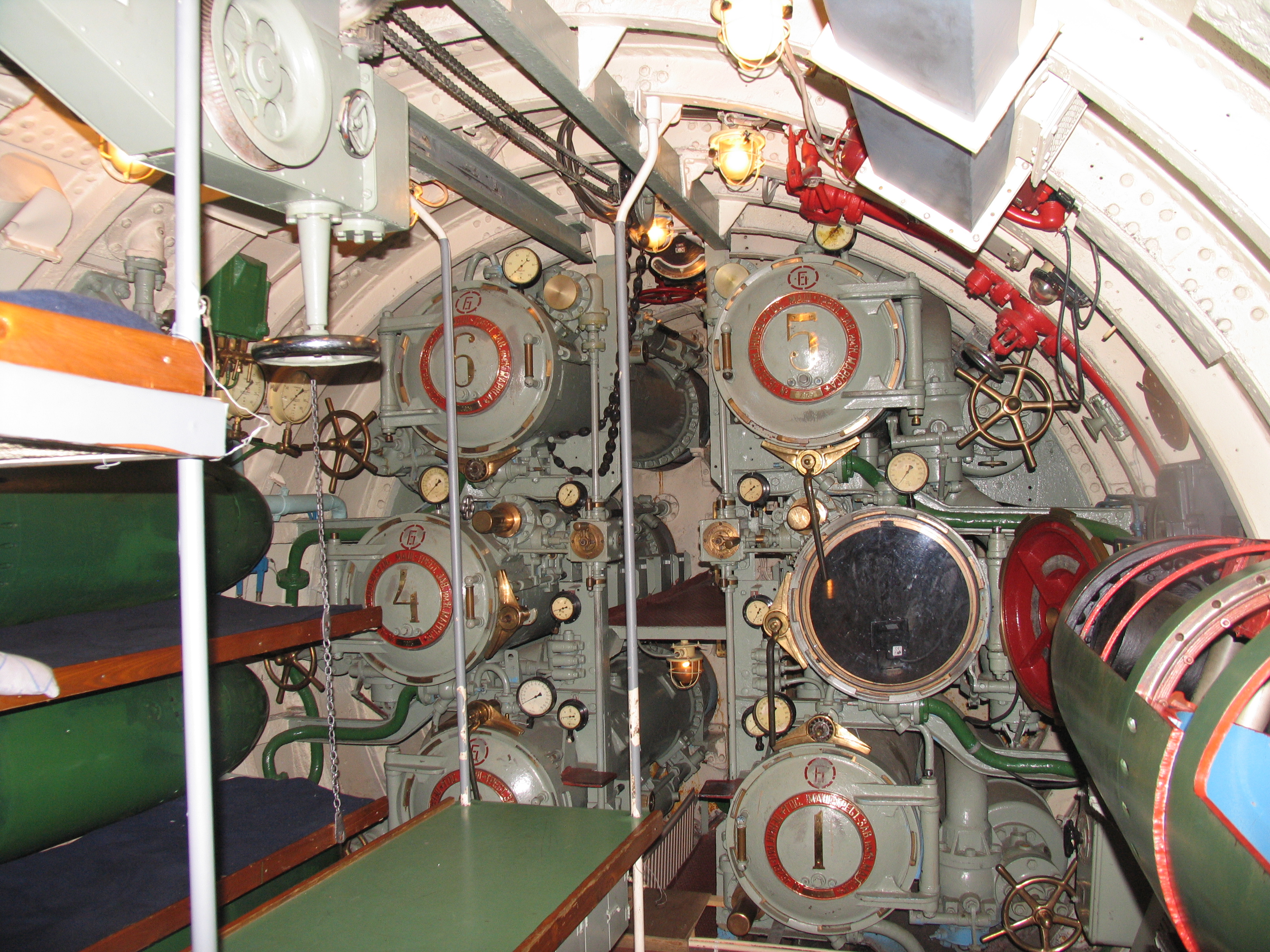
Носовой отсек Д-2. Видны крышки шести торпедных аппаратов

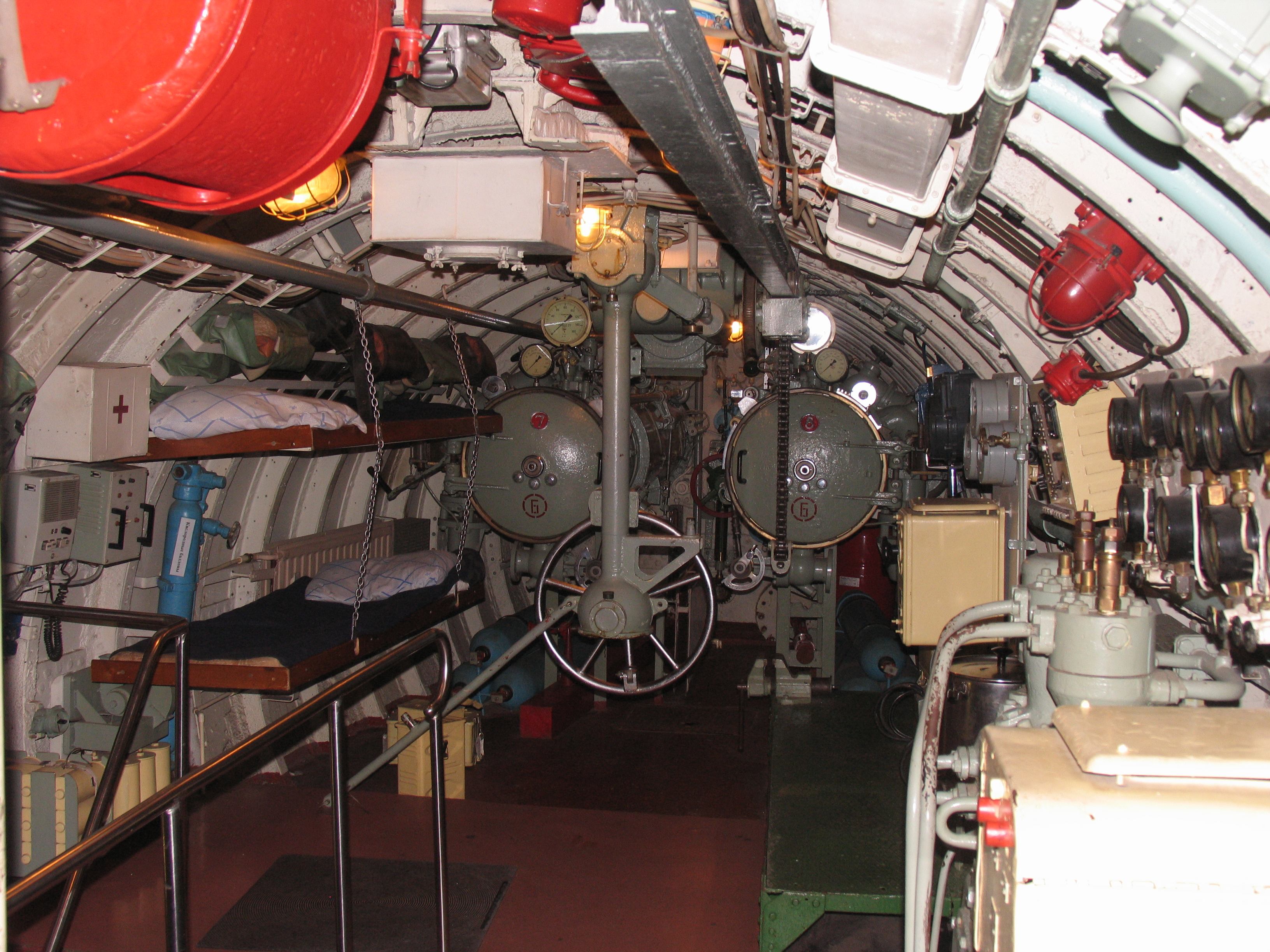
Кормовой отсек Д-2. Два торпедных аппарата, штурвал управления вертикальным рулём

Торпедное вооружение состояло из восьми торпедных аппаратов калибра 533 миллиметра — шести носовых и двух кормовых. Аппараты были пневматическими, они разрабатывались вместе с лодками, точёные трубы были выполнены из бронзы и выходили из прочного корпуса через специальные сальники.
Лодки несли по 14 торпед — 8 в аппаратах и 6 запасных в первом отсеке. Так как разработка торпед 53-27 шла с запозданием, то корабли вступали в строй со специальными решётками в торпедных аппаратах, позволяющими использовать торпеды калибра 457 мм типа 45-12 (впоследствии — 45-36).

## Оценка проекта
Эти лодки были полностью разработаны в СССР и стали большим шагом вперёд по сравнению с проектами подводных лодок Российской Империи. Такие технические решения как: применение двухкорпусной архитектуры, установка поперечных водонепроницаемых переборок, размещение аккумуляторной батареи в герметичной яме, снабжение подводной лодки цистерной быстрого погружения, средствами регенерации воздуха до сих пор используются в отечественном подводном кораблестроении, а средства спасения экипажа на всех последующих проектах подводных лодок времён Великой Отечественной войны выполнялись «по типу ПЛ „Декабрист“». «Декабристы», однако, имели существенное количество технических недостатков и конструкционных дефектов. Наиболее серьёзными проблемами были недостаточная скорость погружения и плохая остойчивость в подводном положении. Также, не нашло в дальнейших проектах и использование веретенообразного прочного корпуса, сложного в производстве — проектировщики перешли на конструкцию из цилиндров и усечённых конусов, а сферические переборки были заменены плоскими — кроме оконечностей и отсеков-убежищ.